# Pharenon
Pharenon er i græsk mytologi den første mand som skabes. Titanen Prometheus er hans skaber.
| Mytologi | Spire Denne artikel om mytologi er en spire som bør udbygges. Du er velkommen til at hjælpe Wikipedia ved at udvide den. |